# Улица Сакару (Рига)
Улица Са́кару (латыш. Sakaru iela — буквально «Соединительная улица») — улица в исторической части Риги, в Северном районе города. Пролегает в направлении с запада на восток, соединяя улицы Экспорта и Аусекля. С другими улицами не пересекается.
Длина улицы Сакару составляет 90 метров. На всём протяжении покрыта асфальтом, разрешено движение в обоих направлениях. Ширина проезжей части — 6 метров. Общественный транспорт по улице не курсирует.

## История
Улица запроектирована при реконструкции прилегающего района после сноса укреплений рижской Цитадели. Показана как безымянная улица на планах города, начиная с 1876 года.
С 1900-х годов упоминается под названием Форбургская улица (нем. Vorburgsche Strasse, латыш. Forburgas iela); в 1912—1914 годах к северу от улицы был сооружён благоустроенный комплекс доходных домов «Форбург».
Вскоре после провозглашения независимости Латвии улица получила современное название, которое указано уже на плане 1921 года. В годы немецкой оккупации (1942—1944) именовалась Verbindungsstrasse.

## Застройка

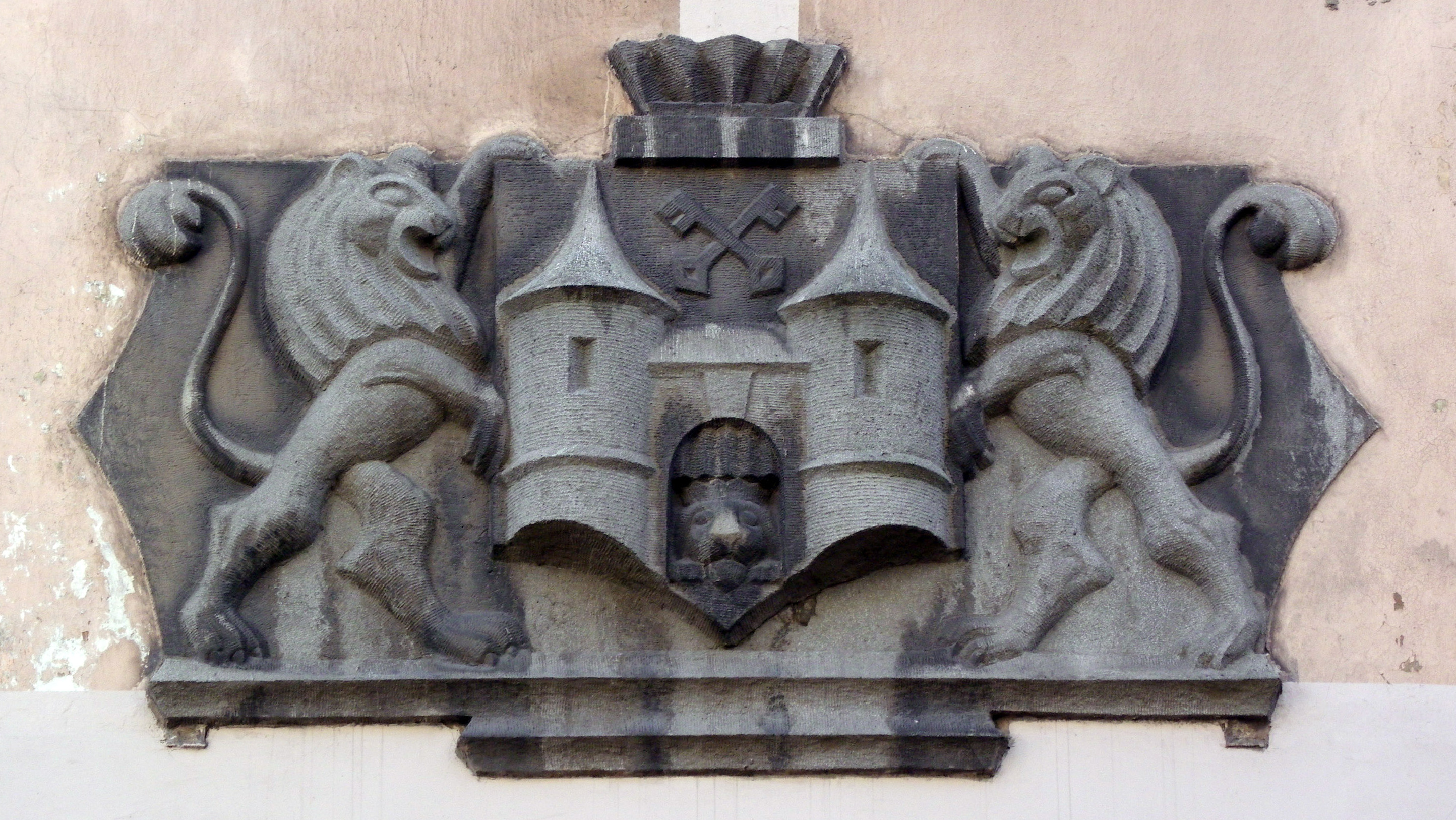
Стилизованный герб Риги

В настоящее время к улице Сакару не относится ни один адресный объект. По левой (северной) стороне улицы расположен жилой квартал «Форбург», каждое здание в котором признано памятником архитектуры. Всю противоположную сторону занимает крупный многоквартирный дом по ул. Аусекля, 3 (архитектор Павилс Дрейманис, 1927 год), также являющийся памятником архитектуры. Арку дома № 3 со стороны улицы Сакару украшает крупный рельеф по мотивам герба Риги.